# Единый день голосования 19 сентября 2021 года
В единый день голосования 19 сентября 2021 года в Российской Федерации прошли выборные кампании различного уровня, включая выборы депутатов Государственной думы, глав 12 субъектов Федерации (9 прямых, а также 3 через голосование в парламенте субъекта) и выборы депутатов законодательных органов государственной власти в 39 субъектах РФ. Однако по решению ЦИК РФ голосование проводилось три дня подряд — 17, 18 и 19 сентября 2021 года.
В 2017, 2018, 2019 и 2020 годах единый день голосования проводился во второе воскресенье сентября, однако в 2021 году он назначен на третье воскресенье сентября. Это сделано из-за выборов депутатов Государственной думы. Ушедшие в отставку после 19 июня 2021 года главы регионов будут избраны уже в единый день голосования 2022 года.
18 июня 2021 года ЦИК РФ принял постановление провести голосование на выборах депутатов Государственной думы восьмого созыва, а также на иных выборах, референдумах, назначенных на 19 сентября 2021 года, в течение нескольких дней подряд — 17, 18 и 19 сентября 2021 года. 1 июля 2021 года ЦИК РФ принял положение об особенностях голосования, установления итогов голосования при проведении голосования на выборах, референдумах, назначенных на 19 сентября 2021 года, в течение нескольких дней подряд.

## Главы субъектов федерации

### Прямые выборы
| № | Субъект федерации    | Выборы                       | Предыдущий глава | врио главы                                                               | Избирателей на 1.07.2021 | Явка | Избран            | Процент голосов | В Совет Федерации назначен(а) |
| - | -------------------- | ---------------------------- | --- | ------------------------------------------------------------------------ | ------------------------ | ---- | ----------------- | --------------- | ----------------------------- |
| 1 | Хабаровский край     | Досрочные выборы губернатора | С. И. Фургал 28 сентября 2018 — 20 июля 2020 (досрочная отставка в связи с утратой доверия, срок истекал в сентябре 2023 года) | М. В. Дегтярёв с 20 июля 2020                                            | 967 297                  |      | М. В. Дегтярёв    | 56,81 %         | А. А. Базилевский             |
| 2 | Белгородская область | Досрочные выборы губернатора | Е. С. Савченко 11 октября 1993 — 22 сентября 2020 (досрочная отставка, срок истекал в сентябре 2022 года)                      | Д. П. Буцаев 22 сентября — 18 ноября 2020 В. В. Гладков с 18 ноября 2020 | 1 225 678                |      | В. В. Гладков     | 78,79 %         | Н. И. Рыжков                  |
| 3 | Республика Мордовия  | Досрочные выборы главы       | В. Д. Волков 10 мая 2012 — 18 ноября 2020 (досрочная отставка, срок истекал в сентябре 2022 года)                              | А. А. Здунов с 18 ноября 2020                                            | 602 869                  |      | А. А. Здунов      | 78,26 %         | С. И. Кисляк                  |
| 4 | Пензенская область   | Досрочные выборы губернатора | И. А. Белозерцев 25 мая 2015 — 23 марта 2021 (досрочная отставка в связи с утратой доверия, срок истекал в сентябре 2025 года) | Н. П. Симонов 23—26 марта 2021 О. В. Мельниченко с 26 марта 2021         | 1 041 875                |      | О. В. Мельниченко | 72,38 %         | М. А. Львова-Белова           |
| 5 | Республика Тыва      | Выборы главы                 | Ш. В. Кара-оол 18 мая 2007 — 7 апреля 2021 (досрочная отставка, срок истекал в сентябре 2021 года)                             | В. Т. Ховалыг с 7 апреля 2021                                            | 199 161                  |      | В. Т. Ховалыг     | 86,81 %         | Л. Б. Нарусова                |
| 6 | Ульяновская область  | Выборы губернатора           | С. И. Морозов 6 января 2005 — 8 апреля 2021 (досрочная отставка, срок истекал в октябре 2021 года)                             | А. Ю. Русских с 8 апреля 2021                                            | 973 846                  |      | А. Ю. Русских     | 83,16 %         | А. М. Гибатдинов              |
| 7 | Тульская область     | Выборы губернатора           | А. Г. Дюмин 2 февраля 2016 — 22 сентября 2021                                                                                  | —                                                                        | 1 160 563                |      | А. Г. Дюмин       | 83,9 %          | Д. В. Савельев                |
| 8 | Тверская область     | Выборы губернатора           | И. М. Руденя 2 марта 2016 — 23 сентября 2021                                                                                   | —                                                                        | 1 033 640                |      | И. М. Руденя      | 52,33 %         | Л. Н. Скаковская              |
| 9 | Чеченская Республика | Выборы главы                 | Р. А. Кадыров 15 февраля 2007 — 5 октября 2021                                                                                 | —                                                                        | 754 031                  |      | Р. А. Кадыров     | 99,7 %          | С. С. Геремеев                |

### Голосование в парламенте
| № | Субъект федерации                   | Должность                             | Предыдущий глава                                                                                       | врио главы                     | Кандидаты                                      | Дата голосования | Результат                                         | В Совет Федерации назначен(а) |
| - | ----------------------------------- | ------------------------------------- | --- | ------------------------------ | ---------------------------------------------- | ---------------- | ------------------------------------------------- | ----------------------------- |
| 1 | Республика Дагестан                 | Глава Республики Дагестан             | В. А. Васильев 3 октября 2017 — 5 октября 2020 (досрочная отставка, срок истекал в сентябре 2023 года) | С. А. Меликов с 5 октября 2020 | С. К. Абдулхаликов К. М. Давдиев С. А. Меликов | 14 октября 2021  | —                                                 | И. М.-С. Умаханов             |
| 2 | Республика Северная Осетия — Алания | Глава Республики Северная Осетия      | В. З. Битаров 19 февраля 2016 — 9 апреля 2021 (досрочная отставка, срок истекал в сентябре 2021 года)  | С. И. Меняйло с 9 апреля 2021  | В. Т. Баликоев С. И. Меняйло М. Б. Элдзарова   | 19 сентября 2021 | С. И. Меняйло 57 из 70 депутатов (81,4 % голосов) | Т. Д. Мамсуров                |
| 3 | Карачаево-Черкесская Республика     | Глава Карачаево-Черкесской Республики | Р. Б. Темрезов 26 февраля 2011 — 18 сентября 2021                                                      | —                              | Р. А. Акбаев О. Е. Жедяев Р. Б. Темрезов       | 19 сентября 2021 | Р. Б. Темрезов 48 из 50 депутатов (96 % голосов)  | К. О. Казаноков               |

## Парламенты субъектов федерации
| №  | Субъект федерации              | Наименование парламента                        | Депу- татов   | Избирательная система            | Выборы                                                                | Результат |
| -- | ------------------------------ | ---------------------------------------------- | ------------- | -------------------------------- | --------------------------------------------------------------------- | --------- |
| 1  | Республика Адыгея              | Государственный совет-Хасэ Республики Адыгея   | 50            | смешанная (25 проп. + 25 маж.)   | Выборы в Государственный совет-Хасэ Республики Адыгея (2021)          |           |
| 2  | Республика Дагестан            | Народное собрание Республики Дагестан          | 90            | пропорциональная                 | Выборы в Народное собрание Республики Дагестан (2021)                 |           |
| 3  | Республика Ингушетия           | Народное Собрание Республики Ингушетия         | 32            | пропорциональная                 | Выборы в Народное собрание Республики Ингушетия (2021)                |           |
| 4  | Республика Карелия             | Законодательное собрание Республики Карелия    | 36            | смешанная (18 проп. + 18 маж.)   | Выборы в Законодательное собрание Республики Карелия (2021)           |           |
| 5  | Республика Мордовия            | Государственное Собрание Республики Мордовия   | 48            | смешанная (24 проп. + 24 маж.)   | Выборы в Государственное собрание Республики Мордовия (2021)          |           |
| 6  | Чеченская Республика           | Парламент Чеченской Республики                 | 41            | пропорциональная                 | Выборы в Парламент Чеченской Республики (2021)                        |           |
| 7  | Чувашская Республика — Чувашия | Государственный Совет Чувашской Республики     | 44            | смешанная (22 проп. + 22 маж.)   | Выборы в Государственный совет Чувашской Республики (2021)            |           |
| 8  | Алтайский край                 | Алтайское краевое законодательное собрание     | 68            | смешанная (34 проп. + 34 маж.)   | Выборы в Алтайское краевое законодательное собрание (2021)            |           |
| 9  | Камчатский край                | Законодательное собрание Камчатского края      | 28            | смешанная (14 проп. + 14 маж.)   | Выборы в Законодательное собрание Камчатского края (2021)             |           |
| 10 | Красноярский край              | Законодательное собрание Красноярского края    | 52            | смешанная (26 проп. + 26 маж.)   | Выборы в Законодательное собрание Красноярского края (2021)           |           |
| 11 | Пермский край                  | Законодательное Собрание Пермского края        | 60            | смешанная (30 проп. + 30 маж.)   | Выборы в Законодательное собрание Пермского края (2021)               |           |
| 12 | Приморский край                | Законодательное Собрание Приморского края      | 40            | смешанная (10 проп. + 30 маж.)   | Выборы в Законодательное собрание Приморского края (2021)             |           |
| 13 | Ставропольский край            | Дума Ставропольского края                      | 50            | смешанная (25 проп. + 25 маж.)   | Выборы в Думу Ставропольского края (2021)                             |           |
| 14 | Амурская область               | Законодательное собрание Амурской области      | ▼27 (было 36) | смешанная (▼9 проп. + 18 маж.)   | Выборы в Законодательное собрание Амурской области (2021)             |           |
| 15 | Астраханская область           | Дума Астраханской области                      | ▼44 (было 58) | смешанная (▼22 проп. + ▼22 маж.) | Выборы в Думу Астраханской области (2021)                             |           |
| 16 | Вологодская область            | Законодательное собрание Вологодской области   | 34            | смешанная (17 проп. + 17 маж.)   | Выборы в Законодательное собрание Вологодской области (2021)          |           |
| 17 | Калининградская область        | Калининградская областная дума                 | 40            | смешанная (20 проп. + 20 маж.)   | Выборы в Калининградскую областную думу (2021)                        |           |
| 18 | Кировская область              | Законодательное собрание Кировской области     | ▼40 (было 54) | смешанная (▼13 проп. + 27 маж.)  | Выборы в Законодательное собрание Кировской области (2021)            |           |
| 19 | Курская область                | Курская областная дума                         | 45            | смешанная (22 проп. + 23 маж.)   | Выборы в Курскую областную думу (2021)                                |           |
| 20 | Ленинградская область          | Законодательное собрание Ленинградской области | 50            | смешанная (25 проп. + 25 маж.)   | Выборы в Законодательное собрание Ленинградской области (2021)        |           |
| 21 | Липецкая область               | Липецкий областной совет депутатов             | ▼42 (было 56) | смешанная (▼14 проп. + 28 маж.)  | Выборы в Липецкий областной совет депутатов (2021)                    |           |
| 22 | Московская область             | Московская областная дума                      | 50            | смешанная (25 проп. + 25 маж.)   | Выборы в Московскую областную думу (2021)                             |           |
| 23 | Мурманская область             | Мурманская областная дума                      | 32            | смешанная (▼10 проп. + ▲22 маж.) | Выборы в Мурманскую областную думу (2021)                             |           |
| 24 | Нижегородская область          | Законодательное собрание Нижегородской области | 50            | смешанная (25 проп. + 25 маж.)   | Выборы в Законодательное собрание Нижегородской области (2021)        |           |
| 25 | Новгородская область           | Новгородская областная дума                    | 32            | смешанная (12 проп. + 20 маж.)   | Выборы в Новгородскую областную думу (2021)                           |           |
| 26 | Омская область                 | Законодательное собрание Омской области        | 44            | смешанная (22 проп. + 22 маж.)   | Выборы в Законодательное собрание Омской области (2021)               |           |
| 27 | Оренбургская область           | Законодательное собрание Оренбургской области  | 47            | смешанная (24 проп. + 23 маж.)   | Выборы в Законодательное собрание Оренбургской области (2021)         |           |
| 28 | Орловская область              | Орловский областной Совет народных депутатов   | 50            | смешанная (25 проп. + 25 маж.)   | Выборы в Орловский областной совет народных депутатов (2021)          |           |
| 29 | Псковская область              | Псковское областное Собрание депутатов         | ▼26 (было 44) | смешанная (▼13 проп. + ▼13 маж.) | Выборы в Псковское областное собрание депутатов (2021)                |           |
| 30 | Самарская область              | Самарская Губернская дума                      | 50            | смешанная (25 проп. + 25 маж.)   | Выборы в Самарскую губернскую думу (2021)                             |           |
| 31 | Свердловская область           | Законодательное собрание Свердловской области  | 50            | смешанная (25 проп. + 25 маж.)   | Выборы в Законодательное собрание Свердловской области (2021)         |           |
| 32 | Тамбовская область             | Тамбовская областная дума                      | 50            | смешанная (25 проп. + 25 маж.)   | Выборы в Тамбовскую областную думу (2021)                             |           |
| 33 | Тверская область               | Законодательное собрание Тверской области      | 40            | смешанная (20 проп. + 20 маж.)   | Выборы в Законодательное собрание Тверской области (2021)             |           |
| 34 | Томская область                | Законодательная дума Томской области           | 42            | смешанная (21 проп. + 21 маж.)   | Выборы в Законодательную думу Томской области (2021)                  |           |
| 35 | Тюменская область              | Тюменская областная дума                       | 48            | смешанная (24 проп. + 24 маж.)   | Выборы в Тюменскую областную думу (2021)                              |           |
| 36 | Санкт-Петербург                | Законодательное собрание Санкт-Петербурга      | 50            | смешанная (25 проп. + 25 маж.)   | Выборы в Законодательное собрание Санкт-Петербурга (2021)             |           |
| 37 | Еврейская АО                   | Законодательное собрание Еврейской АО          | 19            | смешанная (10 проп. + 9 маж.)    | Выборы в Законодательное собрание Еврейской автономной области (2021) |           |
| 38 | Ханты-Мансийский АО — Югра     | Дума Ханты-Мансийского АО — Югры               | 38            | смешанная (19 проп. + 19 маж.)   | Выборы в Думу Ханты-Мансийского автономного округа — Югры (2021)      |           |
| 39 | Чукотский АО                   | Дума Чукотского АО                             | 15            | смешанная (9 проп. + 6 маж.)     | Выборы в Думу Чукотского автономного округа (2021)                    |           |

Цвета партий на диаграммах результатов
| Коммунисты России КПРФ Справедливая Россия Яблоко | РЭП «Зелёные» Партия прямой демократии Партия пенсионеров | Новые люди Единая Россия ЛДПР | Родина самовыдвижение вакантные места |

#### Дополнительные выборы в парламенты субъектов федерации
| №  | Субъект федерации     | Наименование парламента                     | Год окончания полномочий | Избирательный округ     | Территория округа                                                               |
| -- | --------------------- | ------------------------------------------- | ------------------------ | ----------------------- | ------------------------------------------------------------------------------- |
| 1  | Республика Алтай      | Государственное собрание — Эл Курултай      | 2024                     | № 25                    | часть Усть-Коксинского района                                                   |
| 2  | Башкортостан          | Государственное собрание — Курултай         | 2023                     | № 29 Буйский            | Бураевский, Янаульский районы                                                   |
| 2  | Башкортостан          | Государственное собрание — Курултай         | 2023                     | № 43 Краснохолмский     | ГО Агидель, Калтасинский район, части Дюртюлинского и Краснокамского районов    |
| 2  | Башкортостан          | Государственное собрание — Курултай         | 2023                     | № 55 Буйский            | Бураевский, Янаульский районы                                                   |
| 3  | Бурятия               | Народный хурал                              | 2023                     | № 15                    | часть Октябрьского района ГО Улан-Удэ                                           |
| 4  | Марий Эл              | Государственное собрание                    | 2024                     | № 2 Центральный         | часть ГО Йошкар-Олы                                                             |
| 4  | Марий Эл              | Государственное собрание                    | 2024                     | № 35 Оршанский          | Оршанский район                                                                 |
| 5  | Якутия                | Государственное собрание (Ил Тумэн)         | 2023                     | № 3 Университетский     | часть ГО Якутска                                                                |
| 5  | Якутия                | Государственное собрание (Ил Тумэн)         | 2023                     | № 34 Колымо-Индигирский | Верхнеколымский, Момский, Оймяконский, Среднеколымский улусы                    |
| 6  | Татарстан             | Государственный совет                       | 2023                     | № 15 Азинский           | часть Советского района Казани                                                  |
| 6  | Татарстан             | Государственный совет                       | 2023                     | № 24 Студенческий       | часть Нижнекамского района                                                      |
| 7  | Забайкальский край    | Законодательное собрание                    | 2023                     | № 1 Октябрьский         | часть ГО Читы                                                                   |
| 8  | Хабаровский край      | Законодательное собрание                    | 2024                     | № 6 Транспортный        | часть Железнодорожного района ГО Хабаровска                                     |
| 9  | Архангельская область | Архангельское областное собрание депутатов  | 2023                     | № 3                     | части территориальных округов Майская Горка и Варавино-Фактория ГО Архангельска |
| 9  | Архангельская область | Архангельское областное собрание депутатов  | 2023                     | № 13                    | Новодвинск, часть Приморского района                                            |
| 10 | Брянская область      | Брянская областная дума                     | 2024                     | № 16 Жуковский          | Жуковский район, часть Брянского района                                         |
| 10 | Брянская область      | Брянская областная дума                     | 2024                     | № 26 Климовский         | Злынковский и Климовский районы                                                 |
| 11 | Иркутская область     | Законодательное собрание                    | 2023                     | № 2                     | часть Октябрьского округа ГО Иркутска                                           |
| 11 | Иркутская область     | Законодательное собрание                    | 2023                     | № 3                     | часть Ленинского округа ГО Иркутска                                             |
| 12 | Калужская область     | Законодательное собрание                    | 2025                     | № 16 Транспортный       | часть ГО Обнинска                                                               |
| 13 | Кемеровская область   | Законодательное собрание                    | 2023                     | № 22 Мысковский         | Мысковский и Осинниковский ГО, часть Новокузнецкого района                      |
| 14 | Костромская область   | Костромская областная дума                  | 2025                     | № 11                    | часть ГО Костромы                                                               |
| 15 | Ростовская область    | Законодательное собрание                    | 2023                     | № 20 Азовский           | ГО Азов, часть Азовского района                                                 |
| 16 | Челябинская область   | Законодательное собрание                    | 2025                     | № 13 Курчатовский       | часть Курчатовского района ГО Челябинска                                        |
| 17 | Ярославская область   | Ярославская областная дума                  | 2023                     | № 18                    | часть Ростовского района                                                        |
| 18 | Москва                | Московская городская дума                   | 2024                     | № 19                    | район Новогиреево, части районов Вешняки и Ивановское                           |
| 18 | Москва                | Московская городская дума                   | 2024                     | № 37                    | Академический, Гагаринский, Ломоносовский, частично Проспект Вернадского        |
| 19 | Севастополь           | Законодательное собрание города Севастополя | 2024                     | № 6                     | часть Ленинского района                                                         |

## Муниципальные выборы

### Представительные органы административных центров
| №  | Субъект федерации                        | Админ. центр   | Наименование выборного органа                           | Депу- татов | Избирательная система          | Выборы                                                                  | Результат |
| -- | ---------------------------------------- | -------------- | ------------------------------------------------------- | ----------- | ------------------------------ | ----------------------------------------------------------------------- | --------- |
| 1  | Республика Башкортостан                  | Уфа            | Совет городского округа город Уфа                       | 36          | смешанная (18 проп. + 18 маж.) | Выборы в Совет городского округа город Уфа (2021)                       |           |
| 2  | Кабардино-Балкарская Республика          | Нальчик        | Совет местного самоуправления городского округа Нальчик | 33          | пропорциональная               | Выборы в Совет местного самоуправления городского округа Нальчик (2021) |           |
| 3  | Республика Карелия                       | Петрозаводск   | Петрозаводский городской совет                          | 28          | смешанная (14 проп. + 14 маж.) | Выборы в Петрозаводский городской совет (2021)                          |           |
| 4  | Республика Мордовия                      | Саранск        | Совет депутатов городского округа Саранск               | 28          | смешанная (14 проп. + 14 маж.) | Выборы в Совет депутатов городского округа Саранск (2021)               |           |
| 5  | Чеченская Республика                     | Грозный        | Грозненская городская дума                              | 27          | пропорциональная               | Выборы в Грозненскую городскую думу (2021)                              |           |
| 6  | Пермский край                            | Пермь          | Пермская городская дума                                 | 36          | смешанная (14 проп. + 22 маж.) | Выборы в Пермскую городскую думу (2021)                                 |           |
| 7  | Ставропольский край                      | Ставрополь     | Ставропольская городская дума                           | 30          | смешанная (10 проп. + 20 маж.) | Выборы в Ставропольскую городскую думу (2021)                           |           |
| 8  | Калининградская область                  | Калининград    | Городской Совет депутатов Калининграда                  | 27          | мажоритарная                   | Выборы в городской Совет депутатов Калининграда (2021)                  |           |
| 9  | Кемеровская область — Кузбасс            | Кемерово       | Кемеровский городской совет народных депутатов          | 36          | смешанная (18 проп. + 18 маж.) | Выборы в Кемеровский городской совет народных депутатов (2021)          |           |
| 10 | Саратовская область                      | Саратов        | Саратовская городская дума                              | 35          | мажоритарная                   | Выборы в Саратовскую городскую думу (2021)                              |           |
| 11 | Ханты-Мансийский автономный округ — Югра | Ханты-Мансийск | Дума города Ханты-Мансийска                             | 25          | смешанная (13 проп. + 12 маж.) | Выборы в Думу города Ханты-Мансийска (2021)                             |           |

### Другие муниципальные выборы
| № | Территория | Наименование выборного органа         | Депу- татов | Избирательная система | Выборы                                                | Результат |
| - | ---------- | ------------------------------------- | ----------- | --- | ----------------------------------------------------- | --------- |
| 1 | Сириус     | Совет федеральной территории «Сириус» | 17          | 9 депутатов — мажоритарная в 3 трёхмандатных округах, 3 — назначаются президентом РФ, 3 — правительством РФ, 1 — губернатором Краснодарского края, 1 — глава администрации, назначаемый советом | Выборы в Совет федеральной территории «Сириус» (2021) |           |

Цвета партий на диаграммах результатов
| КПРФ Справедливая Россия Яблоко | РЭП «Зелёные» Партия пенсионеров | Новые люди Единая Россия | ЛДПР самовыдвижение |

## Общие результаты выборов
| №  | Партия                | Лидеры субъектов | Региональные депутаты | Депутаты столиц | Муниципальные районы и городские округа | Городские и сельские поселения | Замещено мест | Разница с ЕДГ 2016 |
| -- | --------------------- | ---------------- | --------------------- | --------------- | --------------------------------------- | ------------------------------ | ------------- | ------------------ |
| 1  | Единая Россия         | 6                | 1201                  | 281             | 3542                                    | 17 865                         | 22 895        | ▼5486              |
| 2  | КПРФ                  | 1                | 256                   | 35              | 521                                     | 1426                           | 2239          | ▲719               |
| 3  | СРЗП                  |                  | 111                   | 18              | 246                                     | 596                            | 971           | ▼46                |
| 4  | ЛДПР                  | 1                | 74                    | 14              | 206                                     | 343                            | 638           | ▼93                |
| 5  | Коммунисты России     |                  | 8                     | 1               | 1                                       | 55                             | 65            | ▲58                |
| 6  | Партия пенсионеров    |                  | 18                    | 1               | 10                                      | 16                             | 45            | ▲6                 |
| 7  | Новые люди            |                  | 27                    | 1               | 6                                       | 8                              | 42            | ▲42                |
| 8  | Партия Роста          |                  |                       |                 | 1                                       | 25                             | 26            | ▲7                 |
| 9  | Родина                |                  | 4                     | 2               | 11                                      | 4                              | 21            | ▼36                |
| 10 | Партия Дела           |                  |                       |                 | 14                                      | 5                              | 19            | ▲8                 |
| 11 | Яблоко                |                  | 6                     | 2               | 2                                       | 3                              | 13            | ▼8                 |
| 12 | Зелёные               |                  | 1                     | 1               | 2                                       | 1                              | 5             | ▼32                |
| 13 | Татарстан — новый век |                  |                       |                 |                                         | 3                              | 3             | ▲3                 |
| 14 | Зелёная альтернатива  |                  |                       |                 | 1                                       | 1                              | 2             | ▲2                 |
| 15 | Прямая демократия     |                  | 1                     |                 |                                         |                                | 1             | ▲1                 |
| 16 | Гражданская платформа |                  |                       |                 | 1                                       |                                | 1             | ▼4                 |
| 17 | РПСС                  |                  |                       |                 |                                         | 1                              | 1             | ▲1                 |
| 18 | Другие партии         |                  |                       |                 |                                         |                                | 0             | ▼22                |
| 19 | Самовыдвиженцы        | 1                | 14                    | 9               | 612                                     | 2929                           | 3565          | ▼1621              |
|    | Общий счёт            | 9                | 1721                  | 365             | 5176                                    | 23 281                         | 30 552        | ▼6501              |